# Odetta
Odetta Holmes (31. december 1930 – 2. december 2008), kendt som Odetta var en afroamerikansk sanger og guitarist samt menneskeretsforkæmper. Odetta havde et stort repertoire med amerikansk folkemusik, blues, jazz og negro spirituals. Hun var en betydningsfuld sanger under den amerikanske folkemusiks popularitet i 1950'erne og 1960'erne, hvor hun såvel musikalsk som ideologisk påvirkede kunstnere som Bob Dylan, Joan Baez og Janis Joplin.
- Wikimedia Commons har flere filer relateret til Odetta